# Radiofax

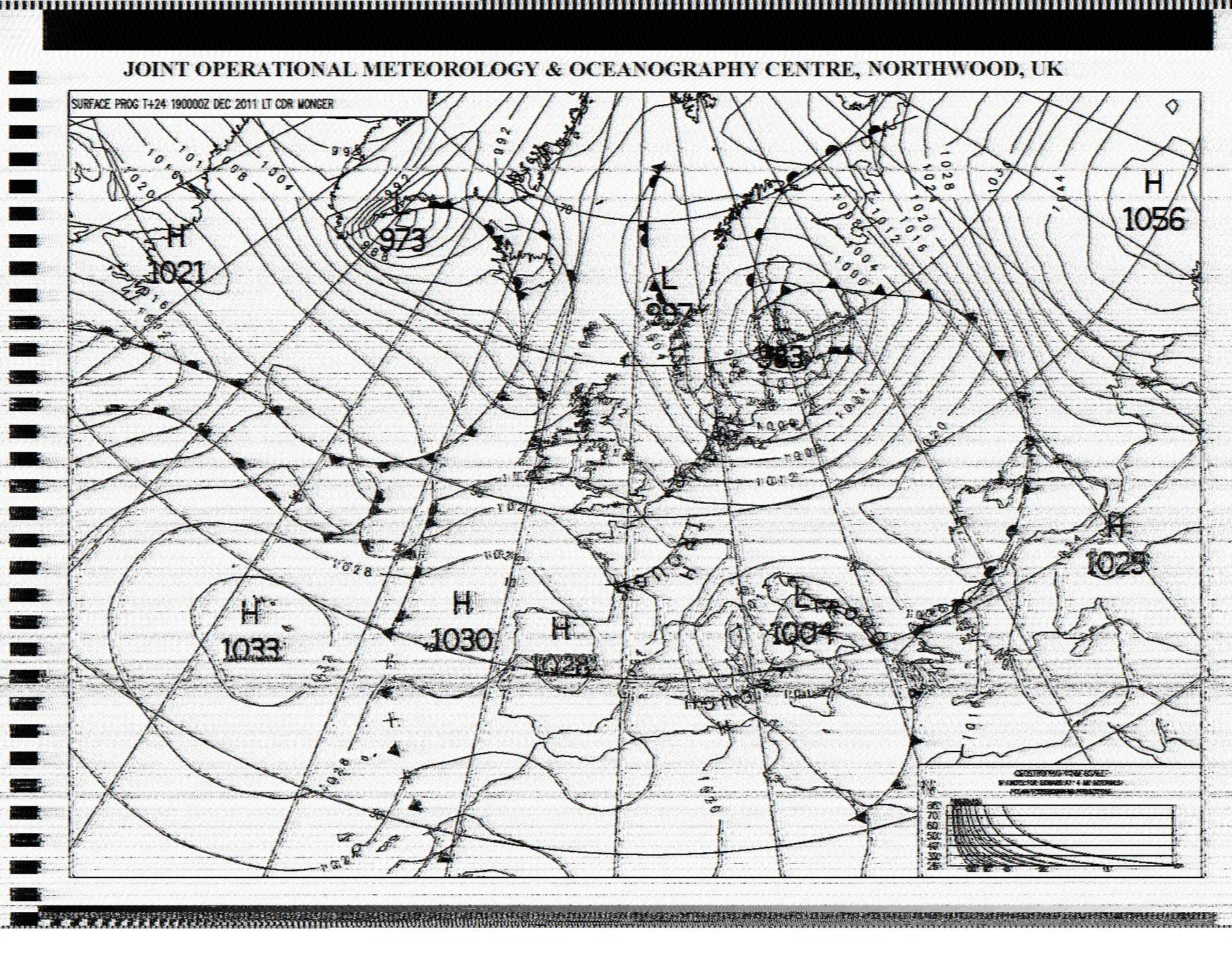
Imatge meteorològica enviada pel transmissor Radiofax de Northwood

El radiofax o fax HF és un mode analògic per transmetre imatges en escala de grisos mitjançant ones de ràdio d'alta freqüència (HF). Va ser el predecessor de la televisió d'exploració lenta (SSTV). Va ser el mètode principal per enviar fotografies des de llocs remots (especialment illes) des dels anys 30 fins a principis dels 70. Encara té un ús limitat per transmetre cartes meteorològiques i informació als vaixells al mar.

## Història

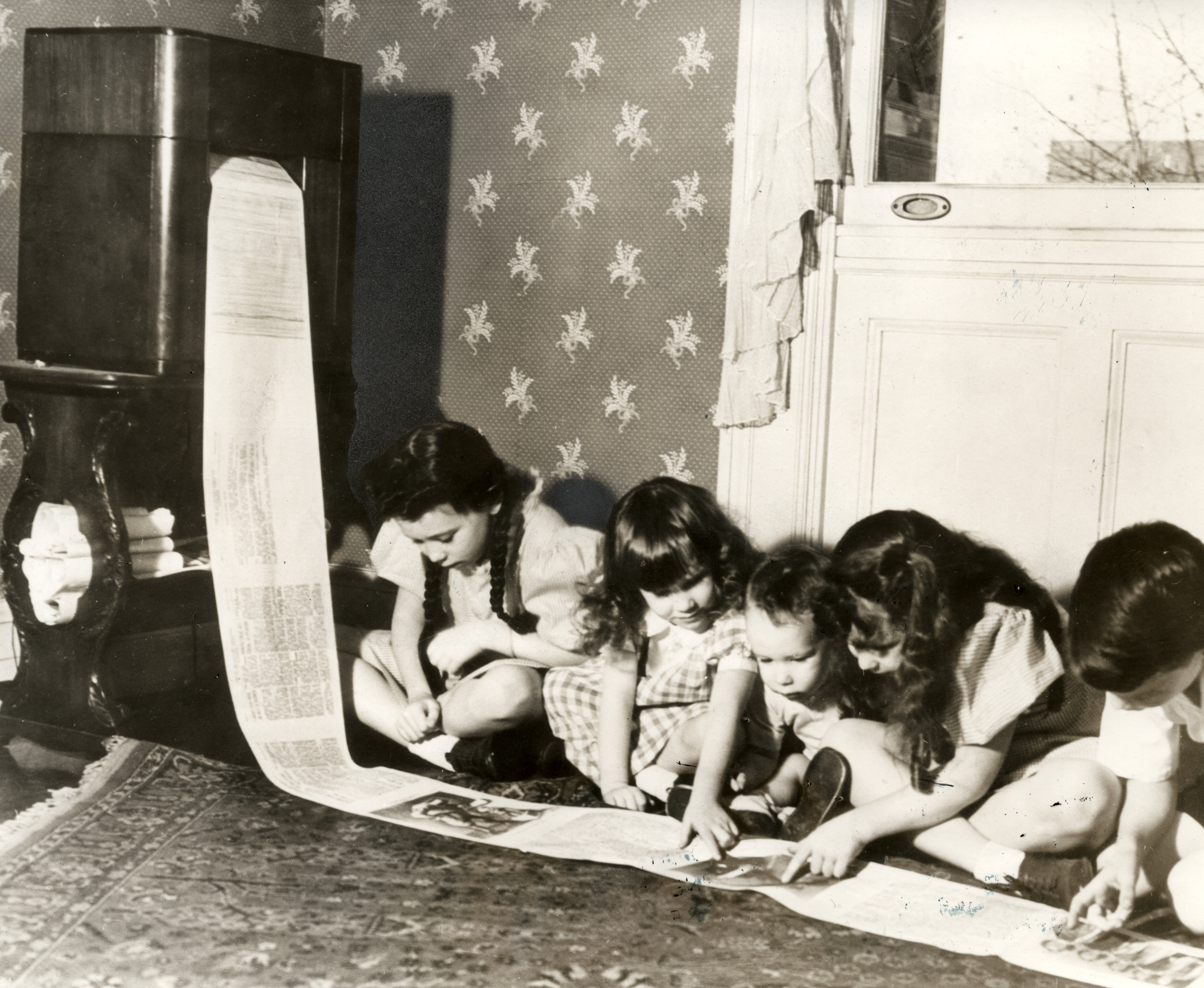
Nens llegint un diari transmès per Radiofax l'any 1938.

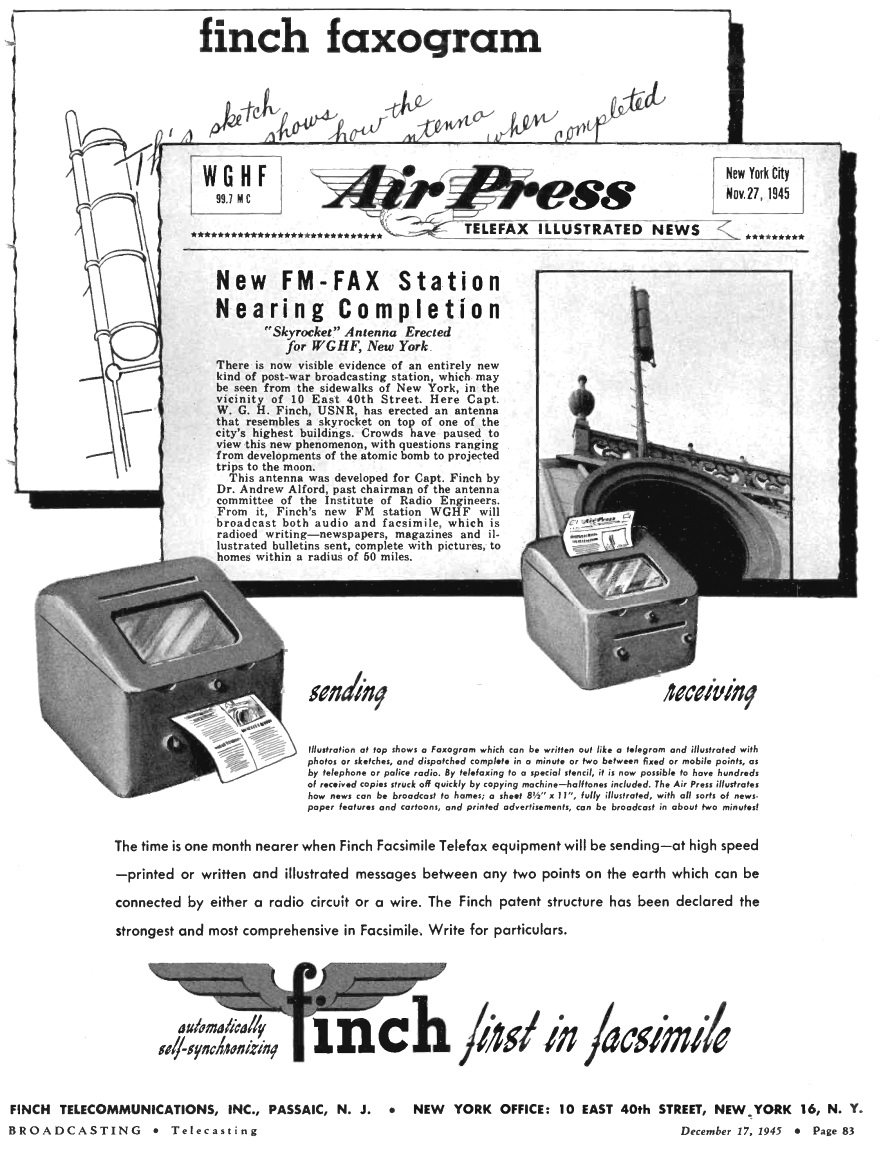
Anunci de desembre de 1945 per a l'estació de FM de la ciutat de Nova York WGHF, que presentava el servei de facsímil de transmissió experimental de l'estació utilitzant una transmissió de subportadora

Radio Corporation of America (RCA), va inventar un mètode per enviar fotografies mitjançant transmissions de ràdio. Va anomenar el seu sistema fotoradiograma sense fil, en contrast amb els dispositius telefacsímils de cinquanta anys que utilitzaven primer cables telegràfics, i després es van adaptar per utilitzar els cables telefònics més nous.
El 29 de novembre de 1924, el sistema de Ranger es va utilitzar per enviar una fotografia des de la ciutat de Nova York a Londres. Era una imatge del president Calvin Coolidge i va ser la primera transmissió per ràdio transoceànica d'una fotografia. També aquell any, l'enginyer d'AT&T Herbert E. Ives va transmetre la primera fotografia en color.
harles J. Young, fill del fundador de RCA , Owen D. Young, i Ernst Alexanderson, va desenvolupar un sistema de ràdio facsímil per a General Electric. El 12 d'agost de 1931 aquest sistema va transmetre amb èxit una còpia del diari Union-Star de Schenectady, Nova York als transatlàntics America i Minnekahda. Va trigar 15 minuts a copiar una sola pàgina de mesura8 1⁄2 per 9 polzades (220 per 230 mm).
A partir de finals de la dècada de 1930, el sistema Finch Facsímil es va utilitzar per transmetre un "diari de ràdio" a cases particulars mitjançant estacions de ràdio AM comercials i receptors de ràdio ordinaris equipats amb la impressora de Finch, que utilitzava paper tèrmic. Al sentir una nova i potencialment daurada oportunitat, els competidors aviat van entrar al camp, però la impressora i el paper especial eren luxes cars, la transmissió de ràdio AM era molt lenta i vulnerable a l'estàtica i el diari era massa petit. Després de més de deu anys de repetits intents de Finch i d'altres per establir aquest servei com un negoci viable, el públic, aparentment bastant satisfet amb els seus diaris més barats i molt més substancials, i amb els butlletins de ràdio parlats convencionals per oferir qualsevol notícia "calenta", encara mostrava només una curiositat passatger pel nou mitjà.
Durant la Segona Guerra Mundial es van transmetre milers de fotografies des d'Europa, i des de les illes del Pacífic, als Estats Units. Les principals agències de notícies ( AP, UPI, Reuters ), mantenien els seus propis transmissors de ràdio facsímil transoceànics tan a prop de l'acció com podien. La bandera icònica que s'aixeca a Iwo Jima es va imprimir a centenars de diaris nord-americans en un dia després de ser presa, perquè es va transmetre de Guam a la ciutat de Nova York per radiofacsímil sense fil, a una distància de 12.781. km (7.942 mi).
A finals de la dècada de 1940, els receptors de radiofax estaven prou miniaturitzats per col·locar-los sota el tauler dels vehicles de lliurament de telegrames "Telecar" de Western Union.
A la dècada de 1960, l'exèrcit dels Estats Units va transmetre la primera fotografia per satèl·lit facsímil a Puerto Rico des del lloc de proves de Deal mitjançant el satèl·lit Courier.

## Weatherfax

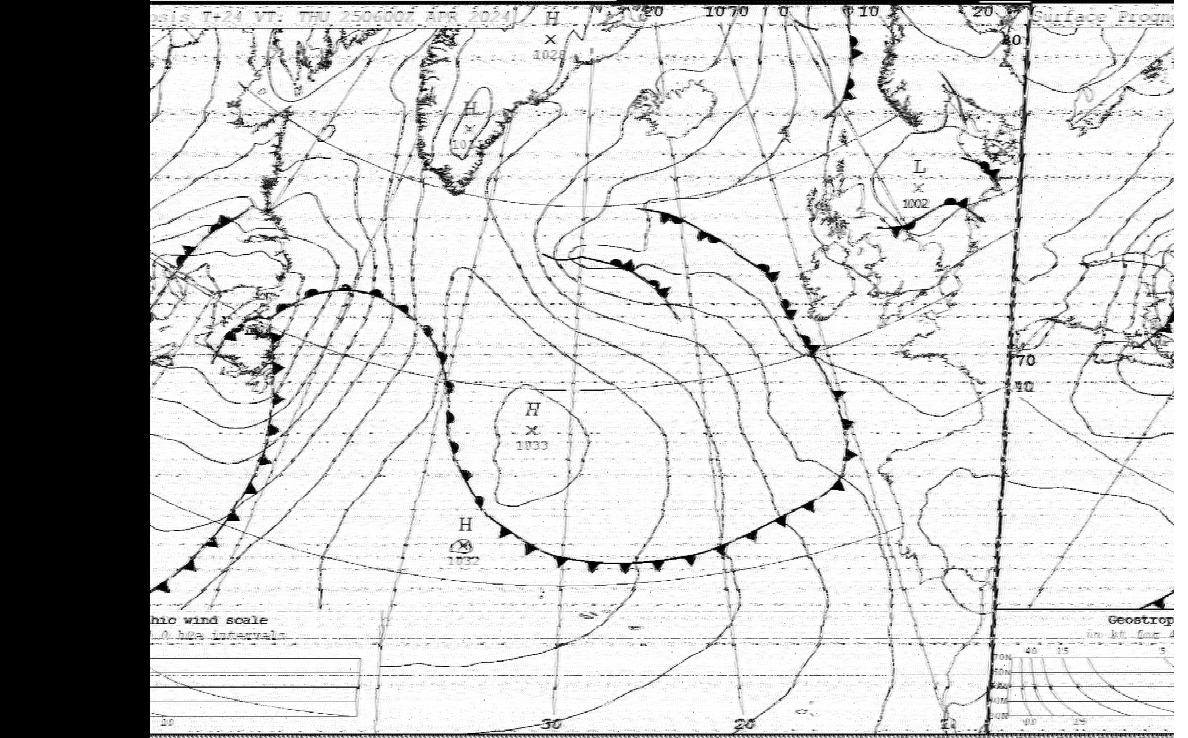
Regne Unit Marine Radiofax Broadcast, rebuda el 24 d'abril de 2024

Una dècada després de la introducció del National Weather Service (NWS) de radiofax va començar a transmetre mapes meteorològics mitjançant la tecnologia de radiofax. L'NWS va anomenar aquest nou servei Weatherfax (paraula acrònim de les paraules " fax del temps "). La portada de la publicació regular de la NOAA sobre freqüències i horaris indica "Horaris de difusió de radiofacsímils marítims a nivell mundial".
Les màquines de facsímil es van utilitzar a la dècada de 1950 per transmetre cartes meteorològiques als Estats Units a través de línies fixes primer i després a nivell internacional mitjançant ràdio HF. La transmissió per ràdio de gràfics meteorològics ofereix una gran quantitat de flexibilitat als usuaris de la marina i l'aviació, ja que ara tenen la informació i les previsions meteorològiques més recents al seu abast per utilitzar-les en la planificació dels viatges.
Radiofax relies on facsimile technology where printed information is scanned line by line and encoded into an electrical signal which can then be transmitted via physical line or radio waves to remote locations. Since the amount of information transmitted per unit time is directly proportional to the bandwidth available, then the speed at which a weather chart can be transmitted will vary depending on the quality of the media used for transmission.
Avui dia, les dades de radiofax estan disponibles mitjançant descàrregues FTP des de llocs d'Internet com els allotjats per la National Oceanic and Atmospheric Administration (NOAA). Les transmissions de radiofax també s'emeten per NOAA des de diversos llocs del país en horaris regulars diaris. Les transmissions de radiofax meteorològic són especialment útils per a l'enviament, on hi ha facilitats limitades per accedir a Internet.
El terme weatherfax va ser encunyat després de la tecnologia que permet la transmissió i recepció de cartes meteorològiques ( anàlisi de superfícies, previsions i altres) des d'un lloc de transmissió (normalment l'oficina meteorològica) a un lloc remot (on es troben els usuaris reals).

## Fax dels diaris

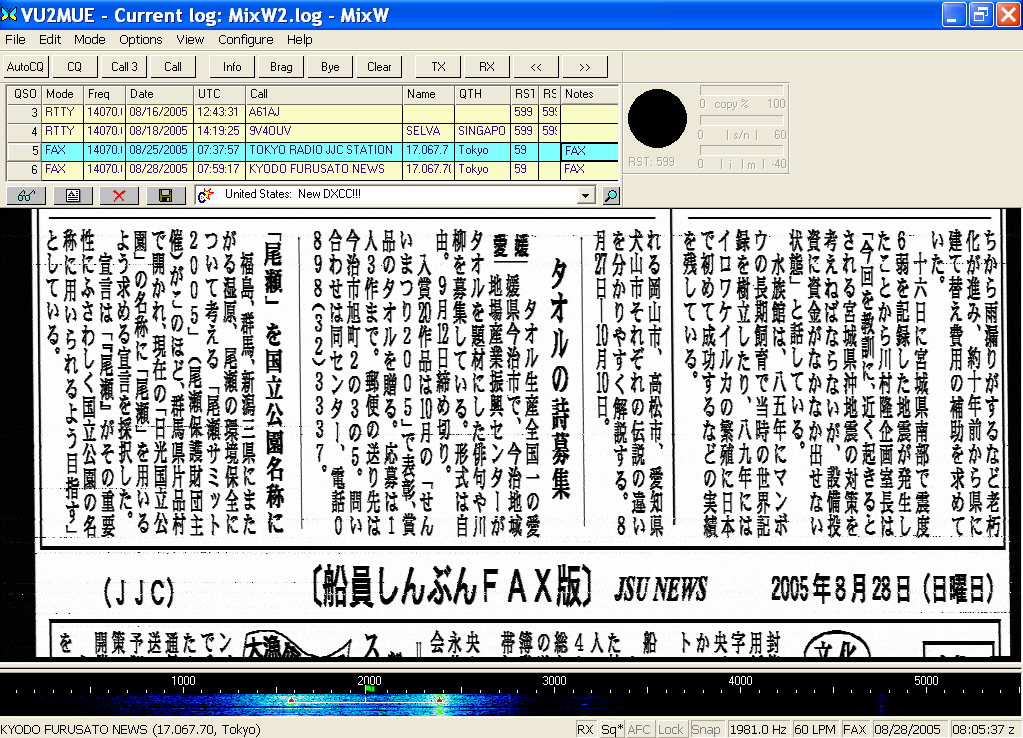
Notícies de fax de ràdio marítima de l'estació JJC de Tokyo Radio rebudes mitjançant MIXW amb un receptor de comunicació SSB HF

El radiofax també es pot utilitzar per transmetre pàgines de diaris. Estacions com JJC utilitzen aquesta manera de transmetre notícies mitjançant la tecnologia de ràdio facsímil. Es pot utilitzar per transmetre tot tipus de pàgines de diaris.

## Detalls de la transmissió
Radiofax es transmet en banda lateral única, que és un perfeccionament de la modulació d'amplitud. El senyal es desplaça cap amunt o cap avall una quantitat determinada per designar píxels blancs o negres. Una desviació menor que la d'un píxel blanc o negre es considera una ombra de gris. Amb l'afinació correcta (1.9 kHz per sota de la freqüència assignada per a USB, per sobre per a LSB), el senyal comparteix algunes característiques amb SSTV, amb negre a 1,5 kHz i blanc màxim a 2,3 kHz.
Normalment, s'envien 120 línies per minut (LPM) (Per a fax monocrom, els valors possibles són: 60, 90, 100, 120, 180, 240. Per a fax en color, LPM pot ser: 120, 240 ). També s'ha de conèixer un valor conegut com a índex de cooperació (IOC) per descodificar una transmissió de fax de ràdio; això governa la resolució d'imatge, i deriva de les primeres màquines de fax de ràdio que utilitzaven lectors de tambor, i és el producte de la longitud total de la línia i el nombre de línies per unitat de longitud (coneguda de vegades com el factor de cooperació ), dividit per π. Normalment el COI és 576.

## Format de transmissió automàtica d'imatges (APT)
El format APT permet la supervisió desatendida dels serveis. Ho fan servir la majoria de les estacions de facsímil meteorològics terrestres, així com els satèl·lits meteorològics geoestacionaris.
- Normalment, s'envien 120 línies per minut (LPM) (Per a fax monocrom, els valors possibles són: 60, 90, 100, 120, 180, 240. Per a fax en color, LPM pot ser: 120, 240[4] ). També s'ha de conèixer un valor conegut com a índex de cooperació (IOC) per descodificar una transmissió de fax de ràdio; això governa la resolució d'imatge, i deriva de les primeres màquines de fax de ràdio que utilitzaven lectors de tambor, i és el producte de la longitud total de la línia i el nombre de línies per unitat de longitud (coneguda de vegades com el factor de cooperació ), dividit per π. Normalment el COI és 576.

| Senyal         | Durada   | IOC576      | IOC288     | Observacions                                |
| -------------- | -------- | ----------- | ---------- | ------------------------------------------- |
| To d'inici     | 5 s      | 300 Hz      | 675 Hz     | 200 Hz per als modes de fax en color.       |
| Senyal de fase | anys 30  |             |            | Línia negra interrompuda per un pols blanc. |
| Imatge         | Variable | 1200 línies | 600 línies | A 120 lpm.                                  |
| To d'aturada   | 5 s      | 450 Hz      | 450 Hz     |                                             |
| Negre          | 10s      |             |            |                                             |

## Estacions
Avui dia, el radiofax s'utilitza principalment a tot el món per a la difusió de cartes meteorològiques, imatges meteorològiques per satèl·lit i prediccions als vaixells al mar. Els oceans estan coberts per estacions costaneres de diversos països.
Als Estats Units, els productes meteorològics de fax els preparen diverses oficines, sucursals i agències del National Weather Service (NWS) de la National Oceanic and Atmospheric Administration (NOAA).
Els productes tropicals i d'huracans provenen de la Subdivisió d'Anàlisi i Previsió Tropical, que forma part del Centre de Predicció Tropical/Centre Nacional d'Huracans. S'emeten per les estacions de comunicació de la Guàrdia Costera dels EUA NMG, a Nova Orleans, LA, i NMC, l'estació mestra del Pacífic a Point Reyes, Califòrnia. Després que l'huracà Katrina va danyar NMG, l'estació de la Guàrdia Costera de Boston NMF va afegir un programa limitat de gràfics d'avís tropical. NMG ha tornat a tenir plena capacitat, però NMF continua emetent-los.
Tots els altres productes provenen del Centre de Predicció Oceànica (OPC) del NWS, en cooperació amb altres oficines depenent de la regió i la naturalesa de la informació. Aquests també utilitzen NMG, NMC i NMF, a més de l'estació de la Guàrdia Costanera NOJ a Kodiak, Alaska, i l'estació del Departament de Defensa KVM70 a Hawaii.
Des que la pèrdua de l'RMS Titanic va posar de manifest els perills dels icebergs a l'Atlàntic Nord, una Patrulla Internacional de Gel també ha generat dades meteorològiques, i els seus gràfics són emesos per l'estació de Boston durant la temporada d'icebergs principal de febrer a setembre, utilitzant el senyal de trucada NIK.
CBV, Playa Ancha Radio a Valparaíso, Xile, emet un programa diari del fax meteorològic de l'Armada de Xile per al sud-est del Pacífic, fins a l'Antàrtida. També al Pacífic, Japó té dues estacions, igual que l'Oficina de Meteorologia d'Austràlia. La majoria dels països europeus tenen estacions, com també Rússia.
Kyodo News és l'única agència de notícies que queda per transmetre notícies per radiofax. Emet diaris complets en japonès i anglès, sovint a 60 línies per minut en lloc de les 120 més normals a causa de la major complexitat del japonès escrit. Les notícies d'un dia sencer triguen desenes de minuts a transmetre's. Kyodo té una transmissió dedicada a les flotes de pesca del Pacífic des de la ràdio de pesca de la prefectura de Kagoshima i un relé de 9VF/252, que es diu que es troba a Singapur. Aquests transmissors són considerablement més potents que els altres utilitzats per a aquest mode.
El Servei Meteorològic Alemany (Deutscher Wetterdienst, DWD) transmet un programa diari regular de gràfics meteorològics en tres freqüències 3.855 MHz, 7,88 MHz i 13,8825 MHz des de la seva instal·lació de transmissió de LF i HF a Pinneberg.

## Història
- 1911: Es patenta el primer modulador d'amplitud per a màquines de fax, que permet la transmissió a través de línies telefòniques.
- 1913: Belinògraf d'Edouard Belin
- 1922: RCA va oferir els primers serveis de facsímil transatlàntic.
- 1922–1925: RCA envia per fax fotos a través de l'Atlàntic en sis minuts; AT&T, RCA i Western Union desenvolupen sistemes de fax "d'alta velocitat". El sistema de facsímil d'Arthur Korn s'utilitza per transmetre, per ràdio, una fotografia del papa Pius XI des de Roma fins a Maine, EUA. La imatge es publica el mateix dia al diari New York World, una gran proesa en una època en què les imatges de les notícies creuaven l'oceà en vaixell.
- 1925: AT&T wirephoto comença a operar
- 1926: RCA radiophoto comença a operar
- 1926: Rudolf Hell va presentar el Hellschreiber.
- 1927: primer facsímil Siemens-Karolus-Telefunken entre Berlín i altres ciutats europees
- 1933: Primeres proves del sistema Finch Facsímil a Nova Jersey
- 1937: Primera emissió d'un diari de radiofax, a la zona de Minneapolis/St-Paul
- 1939: W9XZY St. Louis lliura el primer diari per ràdio facsímil. Més de 1.000 llars dels Estats Units estan equipades experimentalment amb receptors de fax que imprimeixen electrònicament els diaris matinals durant la nit.
- 1941: Fax és allistat pels militars per transmetre mapes, ordres i cartes meteorològiques durant la Segona Guerra Mundial.
- 1947: fax d' Alexander Muirhead
- 1948: Western Union instal·la màquines de fax als vehicles de lliurament de telegrames "Telecar".[5]
- 1960: Primeres transmissions de prova SSTV als EUA
- 1966: Primeres fotografies de la superfície de la Lluna, transmeses per Luna 9 soviètica en format radiofax, i descodificades per un receptor Daily Express a l'Observatori Jodrell Bank
- 1972: Primeres transmissions SSTV a Alemanya